# 37 Wall Street
37 Wall Street es un edificio de apartamentos de lujo en Wall Street, en el corazón del Distrito Financiero del Bajo Manhattan, Nueva York (Estados Unidos).

## Historia
Fue diseñado por Francis Kimball y construido entre 1906 y 1907 para The Trust Company of America, que ocupaba la planta baja. El edificio, terminado en 1907, tiene 25 pisos, más un ático que incluye apartamentos y una terraza. Ya no son oficinas, el edificio ha sido convertido/restaurado por Costas Kondylis. Ahora son 373 apartamentos de alquiler y 715 m²  espacio comercial para el regreso de Tiffany & Co al Bajo Manhattan. Las comodidades para sus residentes incluyen un gimnasio bien equipado, un salón con mesas de billar y una sala de proyección, así como la terraza en la azotea.

## Galería

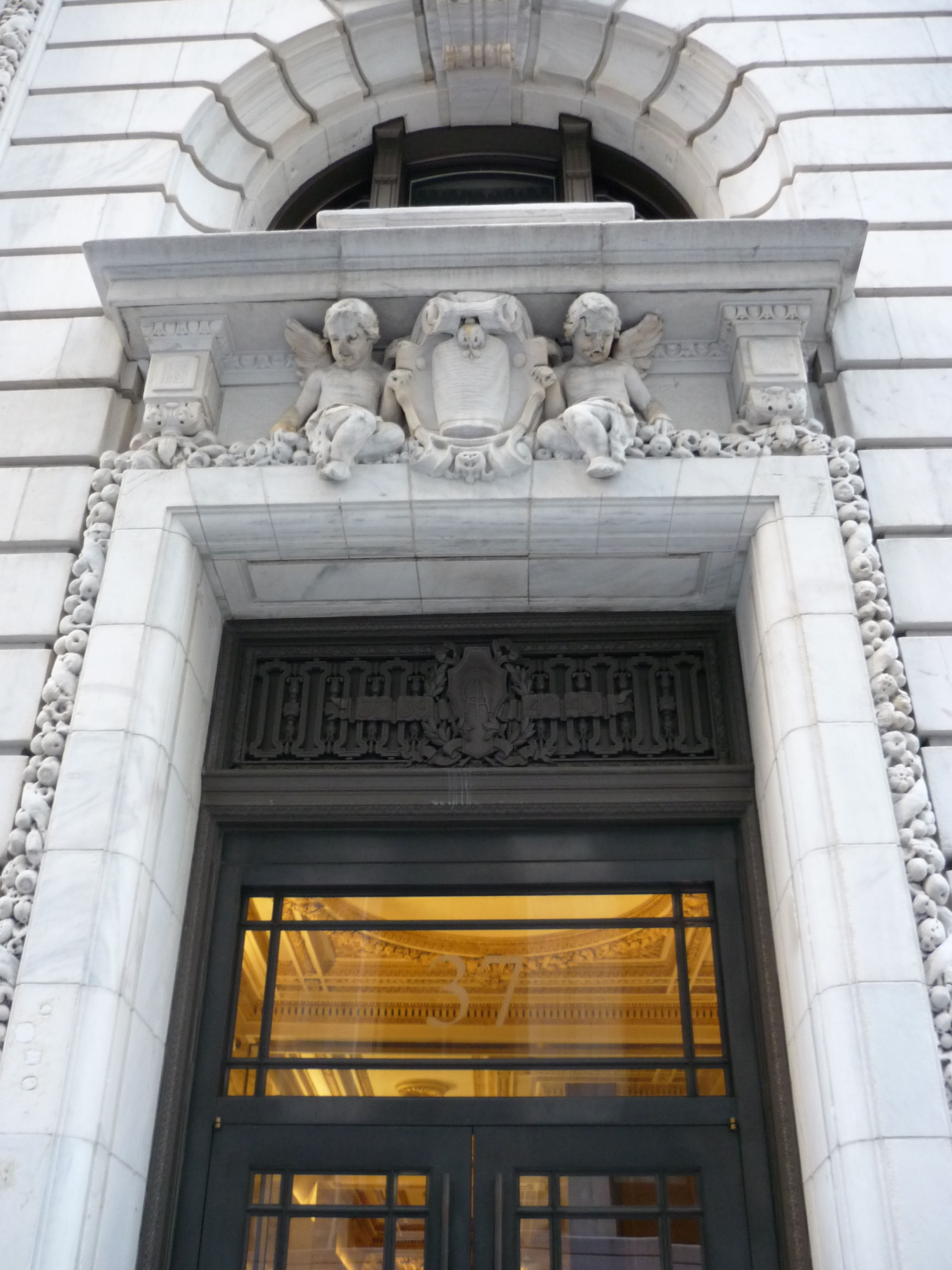
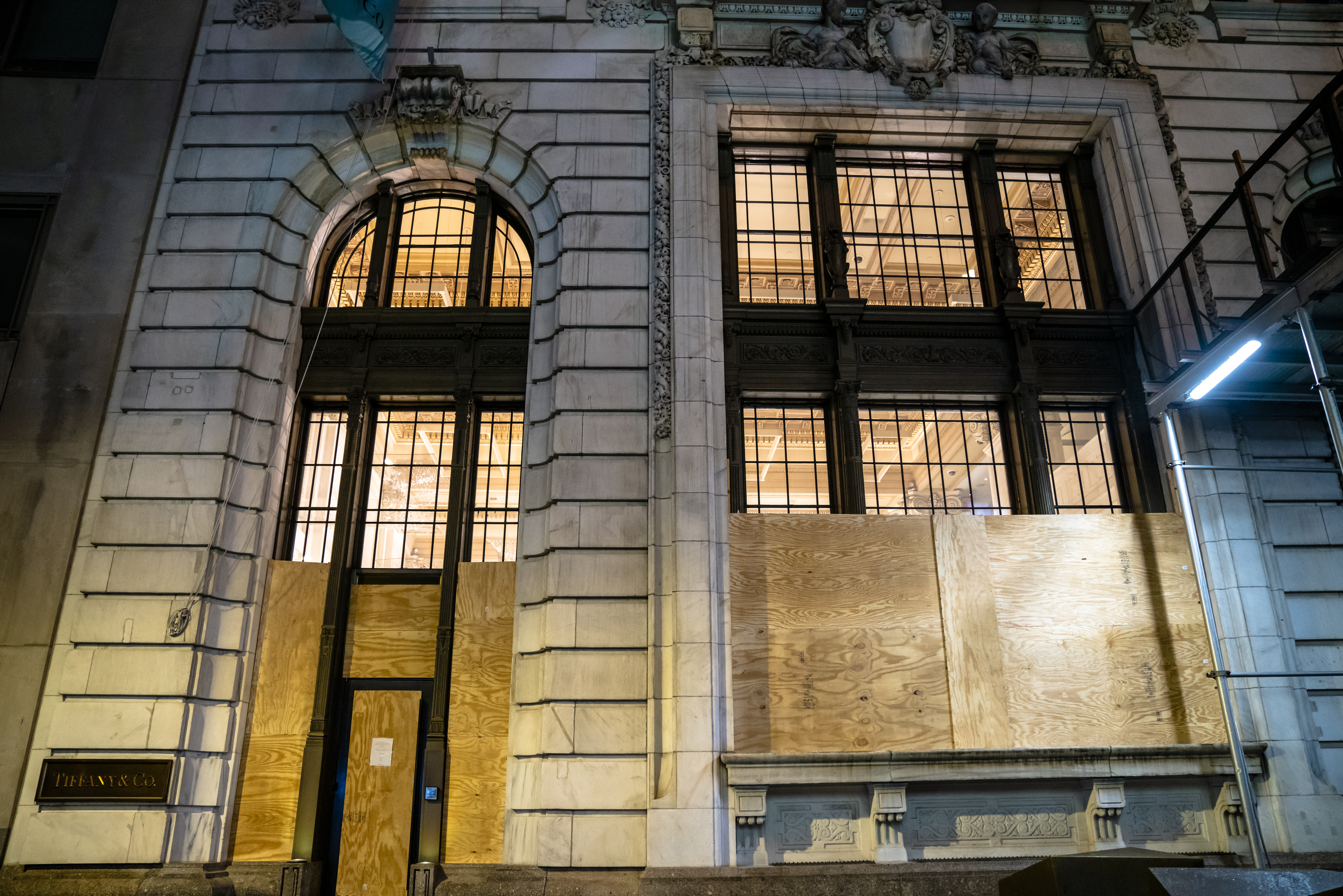
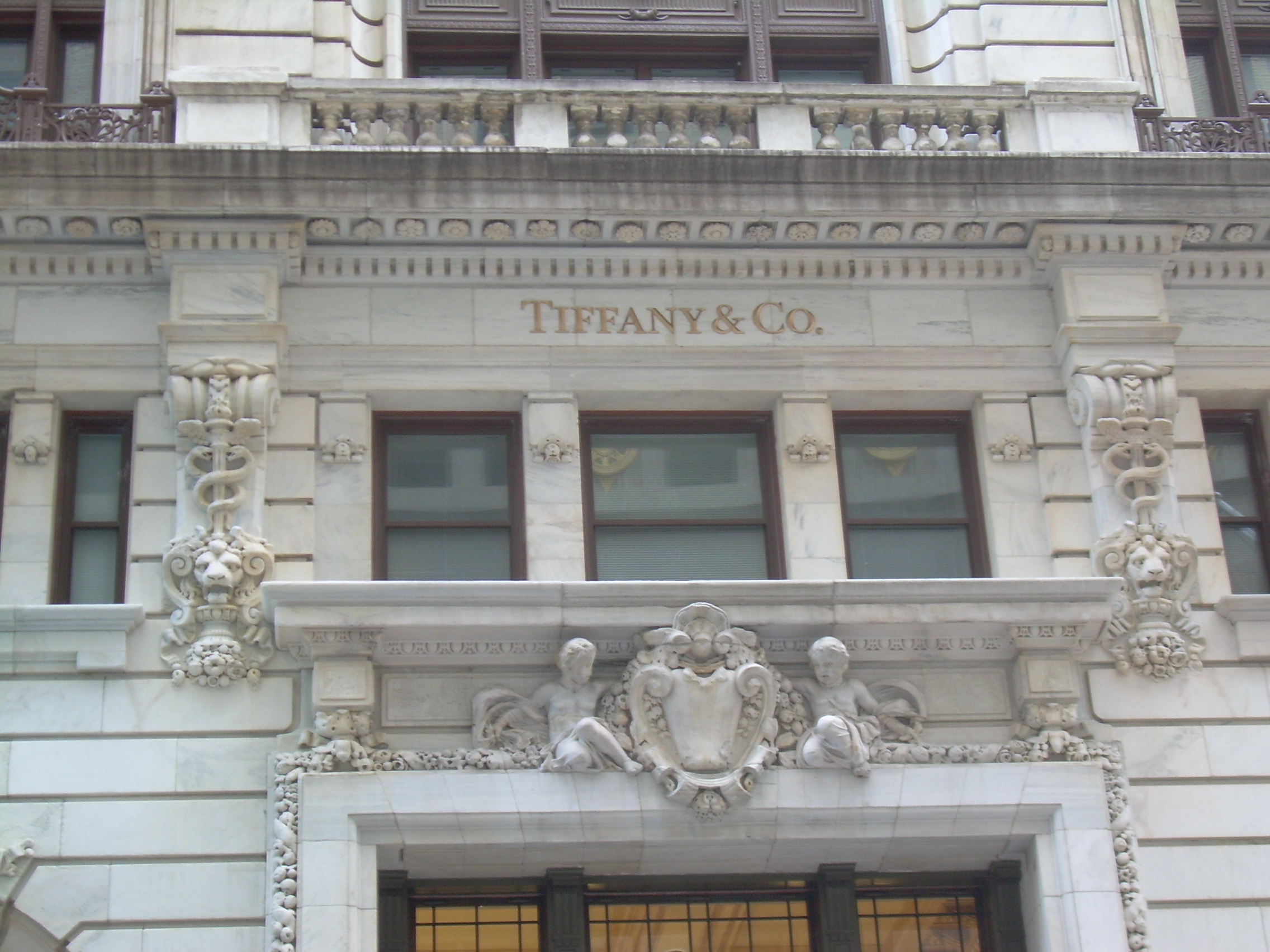
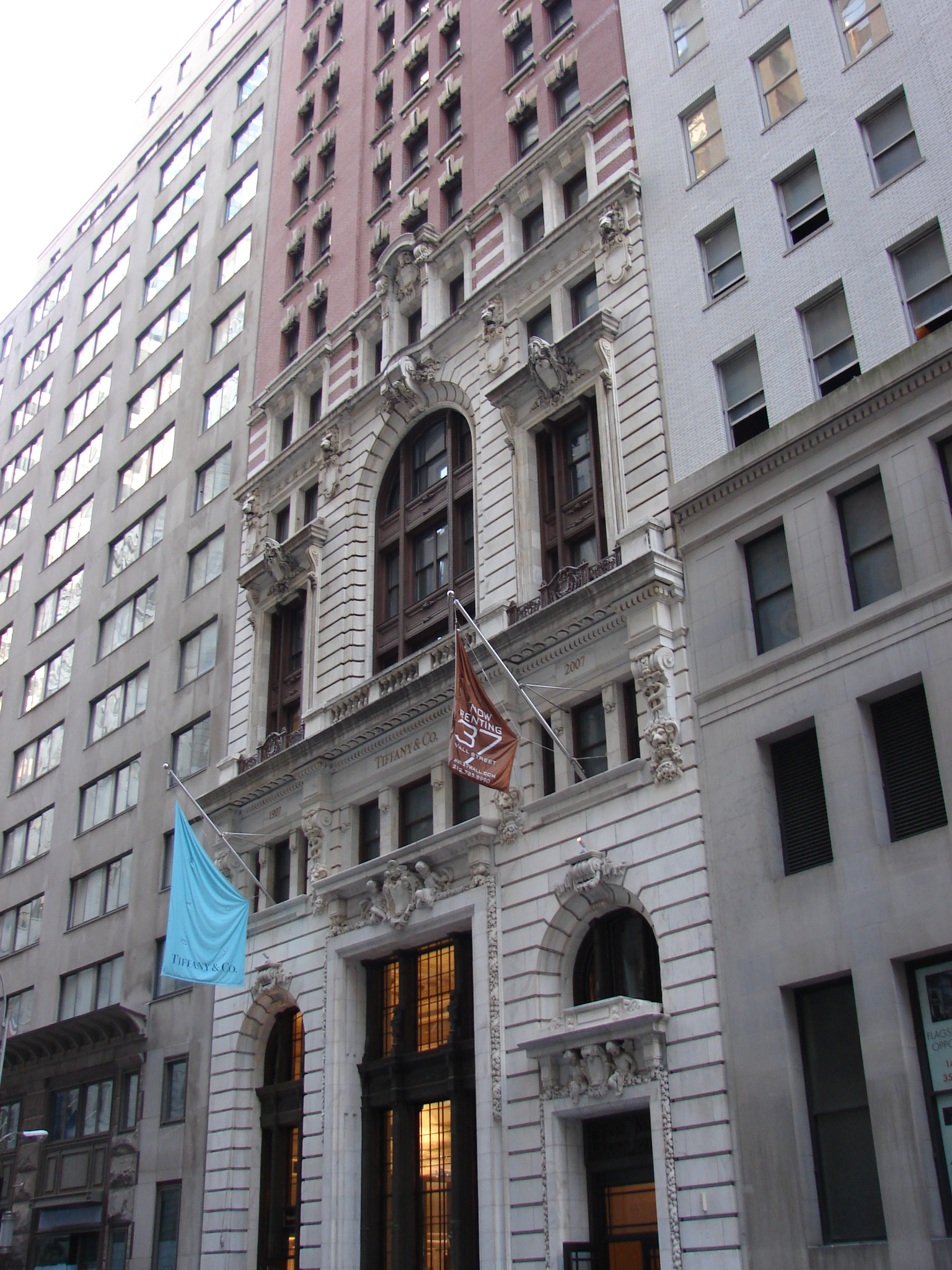